# Ordine della Corona del reame
L'Ordine della Corona del Reame è un ordine cavalleresco della Malaysia.

## Storia
L'Ordine è stato fondato il 16 agosto 1958.

## Classi
L'Ordine dispone dell'unica classe di membro che dà diritto al post nominale DMN.
L'Ordine non può contare più di 30 insigniti in vita.

## Insegne
- Nel medaglione del collare sono raffigurati due kriss.
- L'insegna è una stella a cinque punte.
- Il nastro è giallo con al centro una striscia rosso e con bordi blu. Al centro dei bordi blu vi è una striscia bianca.